# اليد السوداء (إسبانيا)

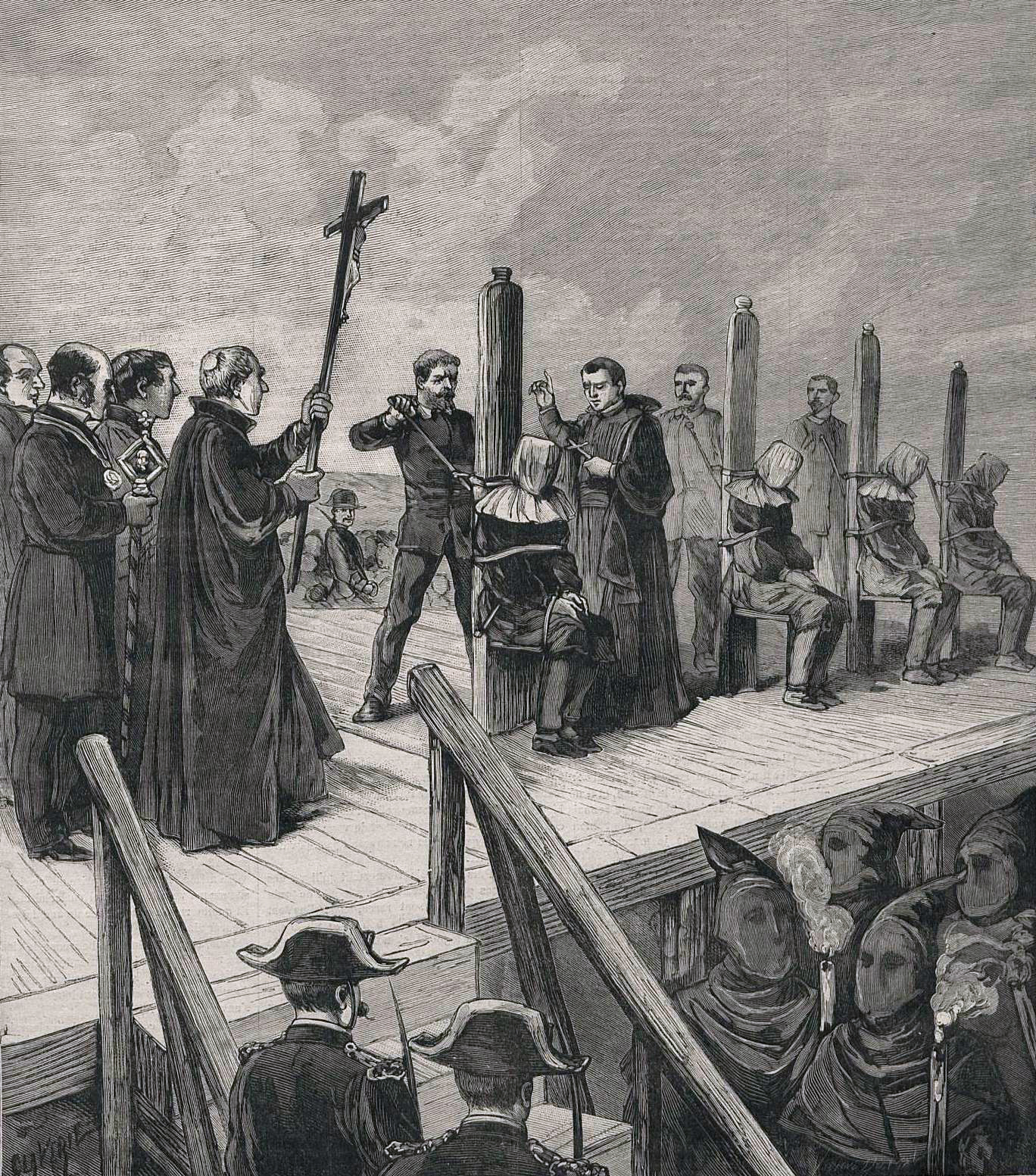
الفوضويون المحكوم عليهم بالإعدام في خيريز

اليد السوداء ((بالإسبانية: La Mano Negra)‏) منظمة سرية فوضوية، مقرها في منطقة الأندلس في إسبانيا؛ عُرفت بارتكاب جرائم القتل والحرق العمد وحرق المحاصيل في أوائل عقد الثمانينات في القرن التاسع عشر. وقعت الأحداث المرتبطة بهذه المنظمة سنة 1882 و1883 في خضم صراع الطبقات الاجتماعية في الريف الأندلسي، وانتشار الشيوعية اللاسلطوية التي تختلف عن اللاسلطوية الجماعية، وبسبب الاختلافات بين القانونيين وغير القانونيين في اتحاد عمال المنطقة الإسبانية.

## مطالعة إضافية
1. ↑  La Mano Negra: Historia de una represión by José Luis Pantoja Antúnez y Manuel Ramírez López
2. ↑  Termes 2011، صفحة 91.